# Бирон (Дордоња)
Бирон (фр. Biron) насеље је и општина у југозападној Француској у региону Аквитанија, у департману Дордоња која припада префектури Бержерак.
По подацима из 2011. године у општини је живело 186 становника, а густина насељености је износила 14,33 становника/km². Општина се простире на површини од 12,98 km². Налази се на средњој надморској висини од 200 метара (максималној 240 m, а минималној 128 m).

## Демографија
| 1962. | 1968. | 1975. | 1982. | 1990. | 1999. | 2011. |
| ----- | ----- | ----- | ----- | ----- | ----- | ----- |
| 122   | 123   | 121   | 120   | 132   | 140   | 186   |

График промене броја становника у току последњих година